# Північна протока (Східносибірське море)
Півні́чна прото́ка (рос. Северный пролив) — протока в Східносибірському морі. Відділяє російські острови Пушкарьова на півночі та Леонтьєва на півдні з групи Ведмежих островів. Глибина 8-9 м.
| Росія | Це незавершена стаття з географії Росії. Ви можете допомогти проєкту, виправивши або дописавши її. |